# Pile à combustible à acide solide
Une pile à combustible à acide solide, ou SAFC, est une pile à combustible utilisant un acide solide comme électrolyte. Semblable aux piles à combustible à membrane échangeuse de protons et aux piles à combustible à oxyde solide, elle produit de l'électricité par conversion électrochimique de gaz contenant de l'hydrogène et de l'oxygène, ne laissant que de l'eau comme sous-produit. Les systèmes SAFC actuels utilisent de l'hydrogène H2 gazeux obtenu à partir de carburants différents, tels que le propane et le gazole de qualité industrielle. Ils fonctionnent à des températures moyennes, de 200 à 300 °C,.

## Conception
Les acides solides employés dans ces piles à combustibles sont des intermédiaires chimiques entre les sels et les acides, tels que le bisulfate de césium CsHSO4. Les acides solides d'intérêt pour les applications de piles à combustible sont ceux dont la chimie repose sur des oxyanions tels que SO42−, PO43−, SeO42− et AsO43−, liés entre eux par des liaisons hydrogène et équilibrés par de grands cations tels que Cs+, Rb+, NH4+, K+.
À basse température, les acides solides ont une structure moléculaire ordonnée comme la plupart des sels. À températures plus élevées, entre 140 et 150 °C pour le CsHSO4, certains acides solides subissent une transition de phase pour devenir des structures « superprotoniques » très désordonnées, ce qui augmente la conductivité électrique de plusieurs ordres de grandeur.
Les premières cellules SAFC expérimentales ont été développées en 2000 à l'aide d'hydrogénosulfate de césium CsHSO4. Cependant, les piles à combustible qui utilisent des sulfates acides comme électrolyte produisent des sous-produits qui dégradent fortement l'anode, ce qui réduit la puissance de sortie même après une brève utilisation.
Les cellules SAFC actuelles utilisent du dihydrogénophosphate de césium CsH2PO4 et ont démontré des durées de fonctionnement de plusieurs milliers d'heures. Lorsqu'il subit une transition de phase superprotonique, le CsH2PO4 voit une augmentation de sa conductivité de quatre ordres de grandeur,,. On a montré en 2005 que le CsH2PO4 pouvait connaître une transition de phase superprotonique stable sous atmosphère humide à une température intermédiaire de 250 °C, ce qui en fait un électrolyte acide solide particulièrement adapté à une uilisation dans une pile à combustible. L'humidité est nécessaire dans les piles à combustible pour empêcher certains acides solides tels que le CsH2PO4 de se déshydrater et de se dissocier en un sel et de la vapeur d'eau.

## Réactions aux électrodes
L'hydrogène H2 est canalisé vers l'anode, à laquelle il cède ses électrons en libérant des protons. Ces derniers traversent l'électrolyte constitué d'acide solide pour atteindre la cathode, tandis que les électrons circulent vers la cathode via un circuit externe, ce qui produit de l'électricité. À la cathode, les protons et les électrons se recombinent avec l'oxygène O2 pour produire de l'eau H2O, qui est ensuite éliminée du système :
| Anode :   | H2 ⟶ 2 H+ + 2 e− ;           |
| Cathode : | 1⁄2 O2 + 2 H+ + 2 e− ⟶ H2O ; |
| Cellule : | H2 + 1⁄2 O2 ⟶ H2O.           |
Le fonctionnement des SAFC à des températures moyennes leur permet d'utiliser des matériaux qui seraient endommagés à haute température, comme des composants métalliques standard et des polymères flexibles. Ces températures rendent également les SAFC tolérants aux impuretés provenant des carburants utilisés comme sources d'hydrogène, telles que le monoxyde de carbone et les résidus soufrés. Les SAFC peuvent ainsi utiliser l'hydrogène produit à partir de propane, de gaz naturel, de gazole et d'autres hydrocarbures.

## Production
Les premières cellules SAFC ont été réalisées dans les années 1990 par Sossina Haile.
En 2005, des cellules SAFC sont fabriquées avec de fines membranes électrolytiques de 25 µm d'épaisseur, ce qui a permis de multiplier par huit les densités de puissance de crète par rapport aux modèles précédents. Il est nécessaire d'utiliser des membranes électrolytiques fines pour minimiser la perte de tension due à la résistance interne à l'intérieur de la membrane.
Selon Suryaprakash et al. 2014, l'anode de pile à combustible à acide solide idéale est une « nanostructure d'électrolyte poreux uniformément recouverte d'une couche mince de platine ». Cette équipe a utilisé une méthode dite de spray drying pour produire des cellules SAFC, en déposant des nanoparticules d'électrolyte acide solide dihydrogénophosphate de césium CsH2PO4 et en créant des nanostructures de CsH2PO4 poreuses et interconnectées en trois dimensions.

## Stabilité mécanique
Par rapport à leurs homologues à température de fonctionnement élevée telles que les piles à combustible à oxyde solide, les piles à combustible à acide solide bénéficient d'un fonctionnement à basse température où la déformation plastique et les mécanismes de fluage sont moins susceptibles de provoquer des dommages permanents aux matériaux constituant les cellules. Les déformations permanentes se produisent plus facilement aux températures élevées car les défauts présents dans le matériau ont suffisamment d'énergie pour se déplacer et perturber la structure d'origine. Le fonctionnement à plus basse température permet également de ne pas se limiter aux matériaux réfractaires, ce qui réduit le coût de la cellule SAFC.
Les électrolytes de SAFC sont néanmoins toujours sensibles à la dégradation mécanique dans des conditions de fonctionnement normales au-dessus de leur température de transition de phase superprotonique en raison de la superplasticité (en) permise par cette transition,,. Ainsi, dans le cas du CsHSO4, une étude a montré que la vitesse de déformation du matériau peut atteindre 10−2 s−1 pour une contrainte de compression appliquée de l'ordre de plusieurs mégapascals. Étant donné que les piles à combustible nécessitent souvent des pressions dans cet ordre de grandeur pour sceller correctement le dispositif et éviter les fuites, le fluage est susceptible de dégrader les piles en créant un chemin de court-circuit. La même étude a montré que la vitesse de déformation, telle que modélisée à l'aide de l'équation standard de fluage en régime permanent {\displaystyle {\overset {\cdot }{\epsilon }}=A\sigma ^{n}e^{\frac {-Q}{kT}}}, a un exposant de contrainte de n = 3,6 généralement associé à un mécanisme de glissement de dislocations (en), et une énergie d'activation de 1,02 eV. Dans cette équation, n est l'exposant de contrainte, Q est l'énergie d'activation du fluage et A est une constante qui dépend du mécanisme de fluage.
La résistance au fluage peut être obtenue par durcissement structural à l'aide d'un électrolyte composite dans lequel des particules de céramique sont introduites pour bloquer le mouvement des dislocations. Par exemple, la vitesse de déformation du CsH2PO4 a été réduite d'un facteur 5 en mélangeant des particules de SiO2 d'une taille de 2 µm, entraînant toutefois une diminution de 20 % de la conductivité protonique.
D'autres études se sont penchées sur les composites de résine époxy CsH2PO4/résine où des particules micrométriques de CsH2PO4 sont incorporées dans une matrice polymère réticulée. Une comparaison entre la résistance à la flexion d'un composite à SiO2 par rapport à un composite époxy a démontré que, bien que la résistance de ces matériaux soit semblable, le composite époxy est moins raide, propriété essentielle pour empêcher la rupture de l'électrolyte pendant le fonctionnement. Le composite époxy présente également une conductivité comparable mais légèrement inférieure à celle du composite SiO2 lorsqu'il fonctionne à des températures inférieures à 200 °C.

## Applications
Les cellules SAFC pouvant fonctionner à température modérée et avec plusieurs types de combustibles, elles peuvent être utilisées dans des lieux isolés où d'autres types de piles à combustible ne seraient pas envisageables. On a notamment déployé des systèmes SAFC pour des applications pétrolières afin d'électrifier des têtes de puits et éliminer l'utilisation de composants à gaz pressurisé, qui évacuent du méthane et d'autres gaz à effet de serre directement dans l'atmosphère. Un système SAFC plus petit et portable pour applications militaires est également à l'étude pour fonctionner avec des carburants logistiques standard tels que le fioul marin et le JP-8.